# Theaterjugendclub
Theaterjugendclubs sind an vielen städtischen Theatern eingerichtete Theatergruppen, die jungen Theaterbegeisterten, meist zwischen 16 und 23, vielfältige Möglichkeiten darbringen, sich mit dem Medium Theater auseinanderzusetzen.
Geleitet werden die Jugendclubs von Theaterpädagogen, die die Jugendlichen zum Theatermachen anregen und einen Zugang zur Welt des Theaters ermöglichen sollen. Weitere Aufgabe der Theaterpädagogik ist es, mit dem Unbekannten vertrauter zu machen und die Fähigkeit zu fördern, das Vertraute neu zu betrachten.

## Organisation
Je nach finanzieller Möglichkeit gibt es mehrere Projekte parallel in einer Spielzeit. Dazu werden weitere Spielleiter vom Theaterpädagogen verpflichtet, sowie oft Praktikanten oder Leute eingestellt, die ein Freiwilliges Kulturelles Jahr absolvieren.
Grundsätzlich steht der Jugendclub allen Spielwilligenen offen. Jedes Theater hat jedoch sein eigenes Verfahren, um Angebot und Nachfrage zu regulieren. In manchen Jugendclubs gibt es Castings, in anderen kann mitmachen wer will. Eine festgelegte Gruppengröße gibt es meist nicht, da viele Jugendclubs Eigenproduktionen erarbeiten und so viele Rollen einrichten wie Personen vorhanden sind.

## Ziele
Bei der Jugendclubarbeit geht es primär um die Erarbeitung einer Produktion, die dann in den Spielstätten des Theaters zur Aufführung kommt. Weiterhin spielen die persönliche Weiterentwicklung des Einzelnen und die Entwicklung einer Gruppendynamik eine wichtige Rolle. Darüber hinaus versucht der Spielleiter auch, Konzentration, Wahrnehmung, Präsenz, Energie und viele Raffinessen des Theaterspielens durch Übungen und Spiele näherzubringen. Oft werden Schauspieler, Schauspielstudenten oder Dramaturgen des Theaters um Unterstützung gebeten.  
Die Häufigkeit der Aufführungen hängt von der Kapazität eines Hauses ab. Bei Jugendclubproduktionen wird mit Licht, Ton, Requisite und Inspizienz des jeweiligen Theaters zusammengearbeitet. Somit können Jugendclubs auf eine bestehende Infrastruktur zurückgreifen.

## Jugendclub Treffen
Seit 1990 findet jährlich das Bundestreffen der Theaterjugendclubs an einer deutschen Bühne statt, wo sich jeder Jugendclub bewerben kann und von einer Fachjury ausgewählte Produktionen vorgestellt werden. Diese sollen die Bandbreite und Vielfalt der Arbeitsweisen von Jugendclubs bundesweit sichtbar machen.
Ein weiteres Jugendclubtreffen ist das Festival Unruhr im Ruhrgebiet, das jeweils in einem Theater der Jugendclubs stattfindet.